# 斑多板盾尾魚
斑多板盾尾魚，又稱斑鋸尾鯛，為輻鰭魚綱鱸形目刺尾魚亞目刺尾魚科的其中一個種，於1887年由澳洲動物學家詹姆斯·道格拉斯·奧吉爾比(James Douglas Ogilby)首次正式描述，其生物學名稱為昆士蘭州傑克遜港，分布於西南太平洋區，包括澳洲昆士蘭、豪勳爵島、紐西蘭、諾福克島海域，深度可達20公尺，本魚體呈橢圓形且側扁，顏色藍灰色的在身體側邊與小的黃斑上有狹窄的垂直黃色的橫帶在身體背面與在頭部上，尾柄上有3塊藍色和黑色的盾狀骨板，背鰭硬棘9枚、背鰭軟條24-26枚、臀鰭硬棘3枚，臀鰭軟條23-25枚，體長可達45公分，棲息在沿岸岩礁區，成群活動，以藻類為食，可作為觀賞魚。